# Dolná Zálomská
Dolná Zálomská este o arie protejată (arie specială de conservare — SAC, sit de importanță comunitară — SCI) din Slovacia întinsă pe o suprafață de 7,54 ha, integral pe uscat.

## Localizare
Centrul sitului Dolná Zálomská este situat la coordonatele 48°38′43″N 19°27′01″E / 48.645214°N 19.450216°E.

## Înființare
Situl Dolná Zálomská a fost declarat sit de importanță comunitară în septembrie 2015 pentru a proteja 1 specie de plante. Situl a fost protejat și ca arie specială de conservare în octombrie 2017.

## Biodiversitate
Situată în ecoregiunea alpină, aria protejată conține 4 habitate naturale: Fânețe montane, Liziere de ierburi înalte hidrofile de câmpie și de nivel montan până la alpin, Fânețe de joasă altitudine (Alopecurus pratensis, Sanguisorba officinalis), Mlaștini turboase de tranziție și turbării mișcătoare.
La baza desemnării sitului se află o specie protejată de  plante: Campanula serrata.